# Squama temporalis
Squama temporalis danner den forreste og øverste del af tindingebenet, og er skælagtig, tynd og gennemsigtig.